# 宮崎冴子
宮崎 冴子（みやざき さえこ、1946年- ）は、日本の教育学者。

## 概要
専門分野はキャリア教育、生涯教育（家庭教育・学校教育・社会教育）、生涯発達心理学、キャリアカウンセリング等で、学生による能動的・主体的なアクティブラーニングに率先して取り組んできた。なかでも、子育ての時期から関心があった「乳幼児期の人格形成」「確かな学力と豊かな人間性」に関する課題をライフワークに繋げてきた。また、「児童・生徒のキャリ形成・能力開発」「自立に困難を抱える青少年(ニート）の生活状況」「入社１･３･７年目に期待する能力開発」「成人男女の自立へのキャリア開発」等の実態調査の知見を基に「自立」を「精神的・社会的・職業的自立」に類型化して「能力開発構造図」を作成し、「学校・家庭・地域社会の連携」による「循環型教育」の必要性を提唱している。さらに、1991年からユネスコに関する理論と実践を研究テーマとして、次代に繋ぐESD（持続可能な開発のための教育）やSDGｓ（持続可能な開発のための17の国際目標）に関する研究や実践活動に取り組んでいる。

## 略歴
三重県生まれ、1964年（昭和39年）に三重県立伊勢高等学校卒業、1968年（昭和43年）に三重大学教育学部を卒業後、1972年まで三重県立菰野高等学校と伊勢女子高等学校教諭。1984年（昭和59年）に玉川大学文学部通信コース社会教育主事課程を卒業、1996年（平成8年）に文教大学大学院人間科学研究科生涯学習学専攻科修了。三重大学にて博士（学術）学位を取得。国家資格キャリアコンサルタント、社会教育主事。
職歴は高校教員、出版社編集部、区教育委員会社会教育課、文教大学教育研究所客員研究員を経て、1998年（平成10年）から東京経営短期大学経営情報学科助教授、2001年（平成13年）創設のエクステンションセンターのセンター長、2003年教授、2005年宇都宮大学教授・キャリア教育センター長とキャリアカウンセラー、2008年国立大学法人三重大学特任教授、2009年三重大学教員免許状更新講習講師、2015年一般社団法人社会貢献推進国際機構キャリア開発研究所所長。

## 著書
- 『21世紀の生涯学習 生涯発達と自立』理工図書 2001年、新訂版2007年、2011年
- 『若者のためのキャリアプランニング すばらしい未来を拓くために』雇用問題研究会 2006年、改訂版2009年、2011年、2013年
- 『キャリア教育 理論と実践・評価』雇用問題研究会 2007年
- 『キャリア形成・能力開発 「生きる力」をはぐくむために』文化書房博文社 2008年
- 『バリバリと働きたい人のためのキャリアプランニング』雇用問題研究会 2009年
- 『社会教育・生涯学習 学校と家庭、地域をつなぐために』文化書房博文社 2011年
- 『循環型教育 学校・家庭・地域社会にイノベーションを』文化書房博文社 2015年
- 『子どもが勉強好きになる！「見えにくい学力」から伸ばす小学生育て』ジアース教育新社 2018年

### 共編著・監修
- 『カーニバルがやってきた : Viva carnaval』宮崎修輔共著 理工図書 1995年
- 『新宿　女たちの十字路』新宿区地域女性史編纂委員会編、ドメス出版 1997年
- 『21世紀のキャリア開発』仙崎武,池場望共著 文化書房博文社 1999年、新訂版2002年、新訂3版2005年
- 『生涯健康教育への招待-生涯の健康を支えあう家庭・学校・地域-』国立教育政策研究所編 東洋館出版 2008年
- 『キャリア教育リーダーのための図説キャリア教育』仙崎武,池場望,下村英雄,藤田晃之,三村隆男共編著 雇用問題研究会 2010年
- 『内田塾 内田塾とは "まちを良くしよう"とする肩書きをはずした志のある人の集まりの場』西村訓弘,宮武新次郎共監修 内田塾編集委員会 2015年

## 論文
- CiNii Articles 検索  宮崎冴子